# Etienne Green
Etienne Green (Colchester, 19 luglio 2000) è un calciatore inglese, portiere del Burnley.

## Carriera

### Club
Nato a Colchester da padre inglese e madre francese,, si trasferisce in Francia all'età di 4 anni e nel 2009 entra a far parte del settore giovanile del Saint-Étienne, dopo alcuni anni all'ES Veauche.
Il 10 agosto 2019 debutta con la squadra riserve giocando l'incontro di Championnat de France amateur perso 1-0 contro il Les Herbiers ed il 5 giugno 2020 firma il suo primo contratto professionistico con il club biancoverde. Nel gennaio 2021 viene aggregato alla prima squadra in veste di terzo portiere alle spalle di Jessy Moulin e Stefan Bajic; in seguito agli infortuni accorsi ad entrambi, il 4 aprile debutta in Ligue 1 giocando l'incontro vinto 2-0 contro il Nîmes, match in cui para un rigore e riceve il premio di man of the match.

### Nazionale
Ha giocato nella nazionale inglese Under-21.

## Statistiche
Statistiche aggiornate al 17 ottobre 2023.

### Presenze e reti nei club
| Stagione        | Squadra         | Campionato      | Campionato | Campionato | Coppe nazionali | Coppe nazionali | Coppe nazionali | Coppe continentali | Coppe continentali | Coppe continentali | Altre coppe | Altre coppe | Altre coppe | Totale | Totale | Totale |
| Stagione        | Squadra         | Comp            | Pres       | Reti       | Comp            | Pres            | Reti            | Comp               | Pres               | Reti               | Comp        | Pres        | Reti        | Pres   | Reti   |        |
| --------------- | --------------- | --------------- | ---------- | ---------- | --------------- | --------------- | --------------- | ------------------ | ------------------ | ------------------ | ----------- | ----------- | ----------- | ------ | ------ | ------ |
| 2019-2020       | Saint-Étienne 2 | N2              | 2          | -5         |                 | -               | -               |                    | -                  | -                  |             | -           | -           | 2      | -5     |        |
| 2020-2021       | Saint-Étienne 2 | N3              | 1          | -2         |                 | -               | -               |                    | -                  | -                  |             | -           | -           | 1      | -2     |        |
| 2020-2021       | Saint-Étienne   | L1              | 8          | -8         | CF              | -               | -               |                    | -                  | -                  |             | -           | -           | 8      | -8     |        |
| 2021-2022       | Saint-Étienne   | L1              | 15         | -27        | CF              | -               | -               |                    | -                  | -                  |             | -           | -           | 15     | -27    |        |
| 2022-2023       | Saint-Étienne   | L2              | 8          | -14        | CF              | -               | -               |                    | -                  | -                  |             | -           | -           | 8      | -14    |        |
| 2022-2023       | Saint-Étienne 2 | N3              | 1          | -0         |                 | -               | -               |                    | -                  | -                  |             | -           | -           | 1      | -0     |        |
| 2023-2024       | Saint-Étienne 2 | N3              | 1          | -2         |                 | -               | -               |                    | -                  | -                  |             | -           | -           | 1      | -2     |        |
| Totale carriera | Totale carriera | Totale carriera | 36         | -58        |                 | 0               | 0               |                    | -                  | -                  |             | -           | -           | 36     | -58    |        |